# Eliurus minor
Eliurus minor é uma espécie de roedor da família Nesomyidae.
Apenas pode ser encontrada em Madagáscar.